# Nitrur d'indi
El nitrur d'indi (InN) és un material semiconductor de baixa banda intercalada que té una aplicació potencial en cèl·lules solars i electrònica d'alta velocitat.
El bandgap d'InN s'ha establert ara en ~ 0,7 eV depenent de la temperatura (el valor obsolet és 1,97 eV). La massa efectiva d'electrons s'ha determinat recentment mitjançant mesures de camp magnètic elevat, m* =0,055 m0.
Aliat amb GaN, el sistema ternari InGaN té un abast de banda buit directe des de l'infraroig (0,69 eV) fins a l'ultraviolat (3,4 eV).
Actualment s'està investigant el desenvolupament de cèl·lules solars utilitzant els semiconductors basats en nitrurs. Utilitzant un o més aliatges de nitrur d'indi gal·li (InGaN), es pot aconseguir una concordança òptica amb l'espectre solar. El bandgap d'InN permet utilitzar longituds d'ona tan llargues com 1900 nm. Tanmateix, hi ha moltes dificultats per superar si aquestes cèl·lules solars es converteixen en una realitat comercial: el dopatge de tipus p d'InN i d'InGaN ric en indi és un dels majors reptes. El creixement heteroepitaxial d'InN amb altres nitrurs (GaN, AlN) ha demostrat ser difícil.
Les capes primes d'InN es poden cultivar mitjançant la deposició de vapor químic metalorgànic (MOCVD).
Les pel·lícules policristal·lines primes de nitrur d'indi poden ser altament conductores i fins i tot superconductores a temperatures d'heli líquid. La temperatura de transició superconductora Tc depèn de l'estructura de la pel·lícula de cada mostra i de la densitat del portador i varia de 0 K a uns 3 K. Amb el dopatge de magnesi, la Tc pot ser de 3,97 K. La superconductivitat persisteix en condicions elevades. camp magnètic (pocs tesles), que es diferencia de la superconductivitat en metall que s'apaga amb camps de només 0,03 tesla. No obstant això, la superconductivitat s'atribueix a cadenes metàl·liques d'indi o nanocúmuls, on la petita mida augmenta el camp magnètic crític segons la teoria de Ginsburg-Landau.